# Borka Gábor
Borka Gábor Róbert (Budapest, 1961. augusztus 19.) jogász, magyar bajnok kajakozó.

## Életútja

### Családja
Apja, Borka Gyula (1930–1985) folyami hajós, négygyermekes középparaszti családból származott. Csehszlovákiában, Szímőn született magyar nemzetiségűként. A Beneš-dekrétumok alapján 1946 után gyermekként telepítették át Magyarországra, miután a családfőt megölték, amiért magyarként az erőszakkal szemben védelmezte vagyonát és családját. Anyja, Szabó Valéria (1930–1985) általános iskolai tanár, hétgyermekes bányászcsaládból származott – anyai ágon sváb felmenőktől –, és Magyarországon, Csolnok községben született. Testvére Borka Gyula, aki az 1992-es barcelonai olimpián maratoni futásban indult és 38. helyezést ért el.

### Tanulmányai
Az általános iskola befejezése után autószerelőnek tanult. A budapesti hajózási szakközépiskolában érettségizett, és hajózási-közlekedésgépész végzettséget szerzett, majd később ugyanott hajózási-technikus vizsgát tett. 1984-ben a Testnevelési Főiskola sportszervező szakán kezdte meg tanulmányait, amellyel egy időben a Belkereskedelmi Továbbképző Intézetben is tanult, ahol 1986-ban játék- és sportszerbolt-vezető képesítést szerzett. 1988-ban a Testnevelési Főiskolán sportszervező diplomát szerzett. Ezt követően a Pécsi Tudományegyetem Állam- és Jogtudomány Karán jogász-doktori oklevelet szerzett. Szakjogász végzettségét az Eötvös Loránd Tudományegyetem Állam- és Jogtudomány Karán, a Jogi Továbbképző Intézetben szerezte meg.

### Sportpályafutása
1974-ben kezdett el versenyszerűen kajakozni az MTK Sportiskola kajak-kenu szakosztályában. Nevelő edzője Kincses Lajos, edzője Séra Miklós volt. Az ifjúsági és junior válogatottság után, néhányszor a felnőtt válogatott edzőtáboraiba is meghívták. A sorkatonaság ideje alatt – rövid időre – átigazolták a Budapesti Honvéd SE kajak-kenu szakosztályához. A válogatottakba való bekerülés, illetve meghívás ellenére a rangos nemzetközi versenyeken való induláshoz nem volt elég eredményes. Négyszeres magyar bajnok egyéniben és csapatban (1x felnőtt 1981, 2x junior 1980, 1x ifjúsági 1978). 1988-ban befejezte aktív versenyzői pályafutását. Kétszer kapta meg Budapest fővárostól az Élen a Tanulásban, Élen a Sportban elnevezésű kitüntetést.